# فینال لیگ قهرمانان اقیانوسیه ۲۰۱۱
فینال لیگ قهرمانان اقیانوسیه ۲۰۱۱ در دو بازی بین آمیکال از وانواتو و اوکلند سیتی از نیوزیلند در لیگ قهرمانان اقیانوسیه ۱۱–۲۰۱۰ برگزار شد.
اوکلند سیتی در مجموع ۶–۱ فینال را برد. به عنوان برنده لیگ قهرمانان اقیانوسیه، آنها به عنوان نماینده اقیانوسیه به جام باشگاه‌های جهان ۲۰۱۱ راه یافتند و وارد مرحله پلی آف شدند.

## مسابقات
| تیم ۱  | نتیجه‌نهایی | تیم ۲       | بازی رفت | بازی برگشت |
| ------ | ---------- | ----------- | -------- | ---------- |
| آمیکال | ۱–۶        | اوکلند سیتی | ۱–۲      | ۰–۴        |

| آمیکال               | ۱–۲    | اوکلند سیتی                               |
| -------------------- | ------ | ----------------------------------------- |
| فندی ماسائواکالو ۶۷' | Report | مانل اکسپوسیتو ۲۲' (پ) · لوئیس کورالس ۸۲' |

| اوکلند سیتی                                                                      | ۴–۰    | آمیکال |
| -------------------------------------------------------------------------------- | ------ | ------ |
| الکس فنریدیس ۲۶' · دنیل کوپریوسیچ ۶۲' (پ) · مانل اکسپوسیتو ۷۲' · آدام مک‌جورج ۸۲' | Report |        |

| آمیکال | آوکلند سیتی |